# His Band and the Street Choir
His Band and the Street Choir je čtvrté sólové studiové album irského písničkáře Van Morrisona. Jeho nahrávání probíhalo od března do července 1970 ve studiu A&R Recording Studios v New York City za produkce samotného Morrisona. Album poprvé vyšlo 15. listopadu 1970 u vydavatelství Warner Bros. Records.

## Seznam skladeb
Autorem všech skladeb je Van Morrison.
| Strana 1 (LP) | Strana 1 (LP)                        | Strana 1 (LP) |
| Pořadí        | Název                                | Délka         |
| ------------- | ------------------------------------ | ------------- |
| 1.            | Domino                               | 3:06          |
| 2.            | Crazy Face                           | 2:56          |
| 3.            | Give Me a Kiss (Just One Sweet Kiss) | 2:30          |
| 4.            | I've Been Working                    | 3:25          |
| 5.            | Call Me Up in Dreamland              | 3:52          |
| 6.            | I'll Be Your Lover, Too              | 3:57          |

| Strana 2 (LP)  | Strana 2 (LP)            | Strana 2 (LP) |
| Pořadí         | Název                    | Délka         |
| -------------- | ------------------------ | ------------- |
| 1.             | Blue Money               | 3:40          |
| 2.             | Virgo Clowns             | 4:10          |
| 3.             | Gypsy Queen              | 3:16          |
| 4.             | Sweet Jannie             | 2:11          |
| 5.             | If I Ever Needed Someone | 3:45          |
| 6.             | Street Choir             | 4:43          |
| Celková délka: | Celková délka:           | 41:40         |

## Obsazení
- Van Morrison – kytara, harmonika, tenorsaxofon, zpěv
- Judy Clay – vokály v pozadí
- Alan Hand – klavír, Hammondovy varhany, celesta
- Emily Houston – vokály v pozadí
- Keith Johnson – trubka, Hammondovy varhany
- John Klingberg – baskytara
- John Platania – elektrická kytara, akustická kytara, mandolína
- Jack Schroer – sopránsaxofon, altsaxofon, barytonsaxofon, klavír
- Dahaud Shaar (David Shaw) – bicí, perkuse, basklarinet, vokály v pozadí
- Jackie Verdell – vokály v pozadí